# Hyalurga lauronoides
Hyalurga lauronoides là một loài bướm đêm thuộc phân họ Arctiinae, họ Erebidae.